# Canton de Pardiac-Rivière-Basse
Le canton de Pardiac-Rivière-Basse est une circonscription électorale française du département du Gers créée par le décret du 26 février 2014 et entrée en vigueur lors des premières élections départementales suivant la publication du décret.

## Histoire
Un nouveau découpage territorial du Gers entre en vigueur à l'occasion des élections départementales de 2015. Il est défini par le décret du 26 février 2014, en application des lois du 17 mai 2013 (loi organique 2013-402 et loi 2013-403). Les conseillers départementaux sont, à compter de ces élections, élus au scrutin majoritaire binominal mixte. Les électeurs de chaque canton élisent au Conseil départemental, nouvelle appellation du Conseil général, deux membres de sexe différent, qui se présentent en binôme de candidats. Les conseillers départementaux sont élus pour 6 ans au scrutin binominal majoritaire à deux tours, l'accès au second tour nécessitant 12,5 % des inscrits au 1er tour. En outre la totalité des conseillers départementaux est renouvelée. Ce nouveau mode de scrutin nécessite un redécoupage des cantons dont le nombre est divisé par deux avec arrondi à l'unité impaire supérieure si ce nombre n'est pas entier impair, assorti de conditions de seuils minimaux. Dans le Gers, le nombre de cantons passe ainsi de 31 à 17.
Le canton de Pardiac-Rivière-Basse est formé de communes des anciens cantons de Marciac (18 communes), de Montesquiou (14 communes) et de Plaisance (11 communes). Le canton est entièrement inclus dans l'arrondissement de Mirande. Le bureau centralisateur est situé à Plaisance.

## Représentation
| Période élective | Période élective | Mandat | Mandat   | Identité             | Nuance | Nuance | Qualité |
| ---------------- | ---------------- | ------ | -------- | -------------------- | ------ | ------ | --- |
| 2015             | 2021             | 2015   | 2021     | Nathalie Barrouillet |        | PS     | directrice de l'office de tourisme Bastides et Vallons du Gers Conseillère municipale de Marciac depuis 2020 |
| 2015             | 2021             | 2015   | 2021     | Gérard Castet        |        | MRC    | Maire de Beaumarchés Ancien conseiller général du canton de Plaisance                                        |
| 2021             | 2028             | 2021   | en cours | Nathalie Barrouillet |        | PS     | Conseillère municipale de Marciac                                                                            |
| 2021             | 2028             | 2021   | en cours | Gérard Castet        |        | MRC    | Maire de Beaumarchés                                                                                         |

### Résultats détaillés

#### Élections de mars 2015
À l'issue du 1er tour des élections départementales de 2015, deux binômes sont en ballotage : Nathalie Barrouillet et Gérard Castet (Union de la Gauche, 37,23 %) et Alain Audirac et Marie-Noëlle Denat (DVD, 25,35 %). Le taux de participation est de 64,31 % (4 940 votants sur 7 682 inscrits) contre 60,11 % au niveau départemental et 50,17 % au niveau national.
Au second tour, Nathalie Barrouillet et Gérard Castet (Union de la Gauche) sont élus avec 54,09 % des suffrages exprimés et un taux de participation de 66,34 % (2 530 voix pour 5 096 votants et 7 682 inscrits).

#### Élections de juin 2021
Le premier tour des élections départementales de 2021 est marqué par un très faible taux de participation (33,26 % au niveau national). Dans le canton de Pardiac-Rivière-Basse, ce taux de participation est de 51,68 % (3 899 votants sur 7 545 inscrits) contre 44,9 % au niveau départemental. À l'issue de ce premier tour,  le binôme constitué de Nathalie Barrouillet et Gérard Castet (DVG , 56,77 %), est élu avec 56,77 % des suffrages exprimés.

## Composition
Le canton de Pardiac-Rivière-Basse comprend quarante-trois communes entières.
| Nom                               | Code Insee | Intercommunalité               | Superficie (km2) | Population (dernière pop. légale) | Densité (hab./km2) | Modifier                                    |
| --------------------------------- | ---------- | ------------------------------ | ---------------- | --------------------------------- | ------------------ | ------------------------------------------- |
| Plaisance (bureau centralisateur) | 32319      | CC Bastides et Vallons du Gers | 13,71            | 1 426 (2022)                      | 104                | modifier les données · modifier les données |
| Armentieux                        | 32008      | CC Bastides et Vallons du Gers | 4,83             | 71 (2022)                         | 15                 | modifier les données · modifier les données |
| Armous-et-Cau                     | 32009      | CC Cœur d'Astarac en Gascogne  | 9,33             | 95 (2022)                         | 10                 | modifier les données · modifier les données |
| Bars                              | 32030      | CC Cœur d'Astarac en Gascogne  | 10,61            | 124 (2022)                        | 12                 | modifier les données · modifier les données |
| Bassoues                          | 32032      | CC Cœur d'Astarac en Gascogne  | 32,29            | 331 (2022)                        | 10                 | modifier les données · modifier les données |
| Beaumarchés                       | 32036      | CC Bastides et Vallons du Gers | 32,47            | 679 (2022)                        | 21                 | modifier les données · modifier les données |
| Blousson-Sérian                   | 32058      | CC Bastides et Vallons du Gers | 5,27             | 34 (2022)                         | 6,5                | modifier les données · modifier les données |
| Castelnau-d'Anglès                | 32077      | CC Cœur d'Astarac en Gascogne  | 11,94            | 91 (2022)                         | 7,6                | modifier les données · modifier les données |
| Cazaux-Villecomtal                | 32099      | CC Bastides et Vallons du Gers | 4,13             | 72 (2022)                         | 17                 | modifier les données · modifier les données |
| Couloumé-Mondebat                 | 32109      | CC Bastides et Vallons du Gers | 22,85            | 203 (2022)                        | 8,9                | modifier les données · modifier les données |
| Courties                          | 32111      | CC Bastides et Vallons du Gers | 6,02             | 46 (2022)                         | 7,6                | modifier les données · modifier les données |
| Estipouy                          | 32128      | CC Cœur d'Astarac en Gascogne  | 11,69            | 206 (2022)                        | 18                 | modifier les données · modifier les données |
| Galiax                            | 32136      | CC Bastides et Vallons du Gers | 6,05             | 184 (2022)                        | 30                 | modifier les données · modifier les données |
| L'Isle-de-Noé                     | 32159      | CC Cœur d'Astarac en Gascogne  | 25,66            | 543 (2022)                        | 21                 | modifier les données · modifier les données |
| Izotges                           | 32161      | CC Bastides et Vallons du Gers | 2,94             | 86 (2022)                         | 29                 | modifier les données · modifier les données |
| Jû-Belloc                         | 32163      | CC Bastides et Vallons du Gers | 10,01            | 283 (2022)                        | 28                 | modifier les données · modifier les données |
| Juillac                           | 32164      | CC Bastides et Vallons du Gers | 7,49             | 116 (2022)                        | 15                 | modifier les données · modifier les données |
| Ladevèze-Rivière                  | 32174      | CC Bastides et Vallons du Gers | 13,54            | 220 (2022)                        | 16                 | modifier les données · modifier les données |
| Ladevèze-Ville                    | 32175      | CC Bastides et Vallons du Gers | 9,09             | 214 (2022)                        | 24                 | modifier les données · modifier les données |
| Lasserrade                        | 32199      | CC Bastides et Vallons du Gers | 12,76            | 180 (2022)                        | 14                 | modifier les données · modifier les données |
| Laveraët                          | 32205      | CC Bastides et Vallons du Gers | 11,86            | 102 (2022)                        | 8,6                | modifier les données · modifier les données |
| Louslitges                        | 32217      | CC Cœur d'Astarac en Gascogne  | 12,03            | 61 (2022)                         | 5,1                | modifier les données · modifier les données |
| Marciac                           | 32233      | CC Bastides et Vallons du Gers | 20,60            | 1 209 (2022)                      | 59                 | modifier les données · modifier les données |
| Mascaras                          | 32240      | CC Cœur d'Astarac en Gascogne  | 5,95             | 59 (2022)                         | 9,9                | modifier les données · modifier les données |
| Monclar-sur-Losse                 | 32265      | CC Cœur d'Astarac en Gascogne  | 10,47            | 111 (2022)                        | 11                 | modifier les données · modifier les données |
| Monlezun                          | 32273      | CC Bastides et Vallons du Gers | 17,35            | 162 (2022)                        | 9,3                | modifier les données · modifier les données |
| Monpardiac                        | 32275      | CC Bastides et Vallons du Gers | 3,50             | 38 (2022)                         | 11                 | modifier les données · modifier les données |
| Montesquiou                       | 32285      | CC Cœur d'Astarac en Gascogne  | 46,80            | 569 (2022)                        | 12                 | modifier les données · modifier les données |
| Mouchès                           | 32293      | CC Cœur d'Astarac en Gascogne  | 3,07             | 79 (2022)                         | 26                 | modifier les données · modifier les données |
| Pallanne                          | 32303      | CC Bastides et Vallons du Gers | 5,18             | 62 (2022)                         | 12                 | modifier les données · modifier les données |
| Pouylebon                         | 32326      | CC Cœur d'Astarac en Gascogne  | 14,38            | 147 (2022)                        | 10                 | modifier les données · modifier les données |
| Préchac-sur-Adour                 | 32330      | CC Bastides et Vallons du Gers | 4,37             | 195 (2022)                        | 45                 | modifier les données · modifier les données |
| Ricourt                           | 32342      | CC Bastides et Vallons du Gers | 7,87             | 47 (2022)                         | 6,0                | modifier les données · modifier les données |
| Saint-Aunix-Lengros               | 32362      | CC Bastides et Vallons du Gers | 5,36             | 148 (2022)                        | 28                 | modifier les données · modifier les données |
| Saint-Christaud                   | 32367      | CC Cœur d'Astarac en Gascogne  | 11,00            | 63 (2022)                         | 5,7                | modifier les données · modifier les données |
| Saint-Justin                      | 32383      | CC Bastides et Vallons du Gers | 13,18            | 132 (2022)                        | 10                 | modifier les données · modifier les données |
| Scieurac-et-Flourès               | 32422      | CC Bastides et Vallons du Gers | 5,38             | 42 (2022)                         | 7,8                | modifier les données · modifier les données |
| Sembouès                          | 32427      | CC Bastides et Vallons du Gers | 2,65             | 58 (2022)                         | 22                 | modifier les données · modifier les données |
| Tasque                            | 32440      | CC Bastides et Vallons du Gers | 10,02            | 245 (2022)                        | 24                 | modifier les données · modifier les données |
| Tieste-Uragnoux                   | 32445      | CC Bastides et Vallons du Gers | 6,10             | 149 (2022)                        | 24                 | modifier les données · modifier les données |
| Tillac                            | 32446      | CC Bastides et Vallons du Gers | 12,47            | 278 (2022)                        | 22                 | modifier les données · modifier les données |
| Tourdun                           | 32450      | CC Bastides et Vallons du Gers | 6,95             | 126 (2022)                        | 18                 | modifier les données · modifier les données |
| Troncens                          | 32455      | CC Bastides et Vallons du Gers | 12,97            | 162 (2022)                        | 12                 | modifier les données · modifier les données |
| Canton de Pardiac-Rivière-Basse   | 3216       |                                | 502,19           | 9 448 (2022)                      | 19                 | modifier les données                        |

## Démographie
En 2022, le canton comptait 9 448 habitants, en évolution de −2,81 % par rapport à 2016 (Gers : +1,04 %, France hors Mayotte : +2,11 %).
| 2013  | 2018  | 2022  |
| ----- | ----- | ----- |
| 9 846 | 9 584 | 9 448 |